# Juan Francisco Hernández Sáenz
Juan Francisco Hernández Sáenz (Bogotá, 14 de julio de 1926 - ibidem, 3 de mayo de 2011) fue un abogado y político colombiano.
Fue ministro en dos ocasiones, y también desempeñó cargos en instituciones como el Consejo de Estado de Colombia y la Corte Suprema de Justicia de Colombia, en 1987.

## Biografía
Juan Francisco Hernández Sáenz fue el mayor de tres hijos del matrimonio entre José Hernández Arbeláez y Helena Sáenz Arbeláez. Se educó en Bogotá en el Liceo de La Salle, y posteriormente se graduó como abogado de la Universidad Nacional de Colombia.
Inició su carrera en el ámbito público al ser designado como presidente del Tribunal Supremo del Trabajo, el cual más tarde se transformaría en la Sala Laboral de la Corte Suprema de Justicia. Más adelante, desempeñó funciones como  ministro de minas y petróleos durante la presidencia de Alberto Lleras Camargo, y también asumió el cargo de ministro de comunicaciones durante el mandato de Guillermo León Valencia.  Durante este último gobierno, brevemente ocupó la posición de  viceministro de trabajo. 
En 1968 se convirtió en el director de la Sala Cuarta del Consejo de Estado, ascendiendo a la presidencia de esta entidad en  1970. En 1975 fue elegido como magistrado de la Corte Suprema de Justicia de Colombia.
Se convirtió en presidente de la Corte Suprema de Justicia en 1987, luego de la muerte de Alfonso Reyes Echandía y 10 de sus compañeros durante la Toma del Palacio de Justicia, perpetrada por el grupo guerrillero Movimiento 19 de abril (M-19) y la retoma del Palacio por la Fuerza Pública, el 11 de noviembre de 1985. Asumió este cargo hasta 1988, cuando se retiró para ser nombrado el año siguiente como rector de la Universidad Jorge Tadeo Lozano, donde permaneció hasta 1993.
Después de su retiro, se enfocó en el campo del derecho laboral, representando a diversas instituciones privadas ante la Corte Suprema de Justicia. Su vida llegó a su fin por una aneurisma causada por una hernia hiatal, que sufrió durante la misa del Viernes Santo en 2011.

## Distinciones
- Orden al Mérito Bernardo O'Higgins